# Kanzashi

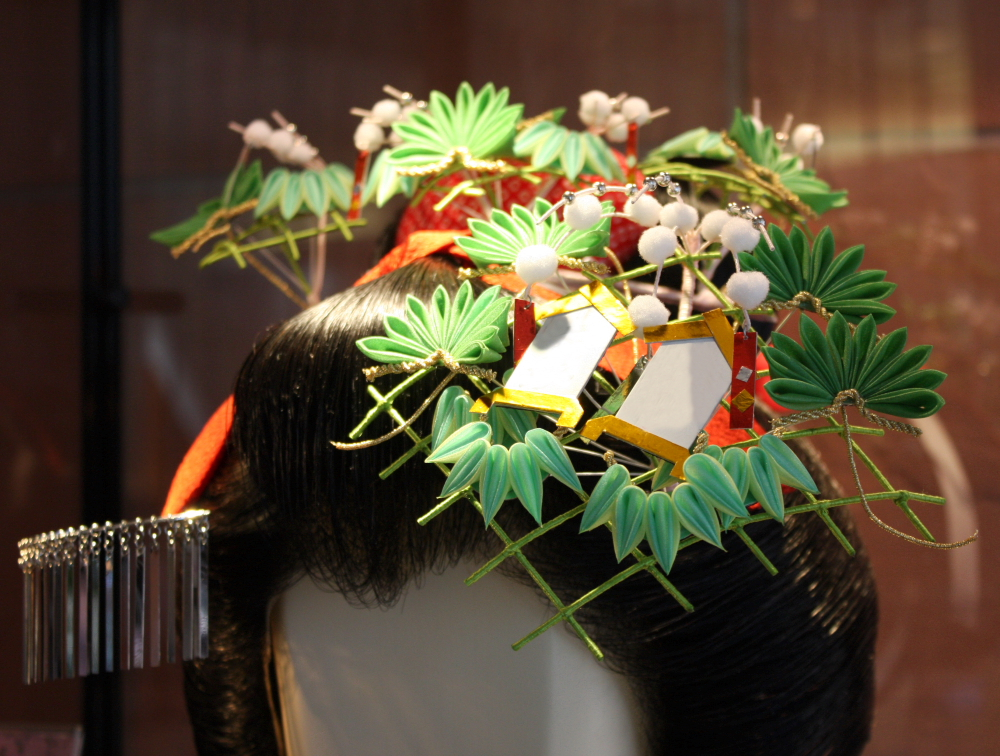
Dezember-Kanzashi mit Mochi-Blüten und Namensschildchen

Kanzashi (jap. 簪) ist ein Haarschmuck, der in der traditionellen japanischen Frisur der Frauen getragen wird.
Kanzashi werden aus einer Vielzahl von Materialien hergestellt wie lackiertem Holz, vergoldetem und versilbertem Metall, Gold, Schildpatt, Seide und neuerdings auch Kunststoff. Frühe Bakelit-Kanzashi sind heute als Sammelobjekte sehr begehrt.
Es gibt verschiedene Arten Kanzashi zu tragen. Bei einer Geisha deutet sowohl das Material als auch die Tragweise auf ihren Status hin. Maikos tragen mehr und aufwendigere Kanzashi als ältere Geishas, wobei für jede Frisur die Kanzashi in einem bestimmten Muster gesteckt werden müssen. Sie sollen teilweise im Notfall auch zur Selbstverteidigung gedient haben.

## Herkunft
Das Wort kanzashi kommt vermutlich von kamizashi (髪刺), was „Haarnadel“ bedeutet. Ihr Ursprung lässt sich bis in die Jōmon-Zeit verfolgen, als die Menschen sich dünne Stäbchen in das Haar steckten, um Flüchen entgegenzuwirken; diese dienten später allgemein als Glücksbringer.
In der Heian-Zeit (8. bis 12. Jahrhundert) setzte sich die Taregami-Frisuren durch, bei denen die Haare lang und glatt getragen wurden, sodass Haarornamente außer Gebrauch gerieten. In der Azuchi-Momoyama-Zeit und der beginnenden Edo-Zeit (Ende 16./Anfang 17. Jahrhundert) wurden das Gesicht verhüllende Kleidungsstücke wie auch Hüte verboten, so dass sich wieder Haar- als Kopfschmuck durchzusetzen begann. In den adligen Gesellschaftsschichten entwickelten sich in der Mitte der Edo-Zeit für die Frauen aufwendige Frisuren, wie der Nihongami-Stil, und Kunsthandwerker produzierten ebenso aufwendigen Haarschmuck.
Heutzutage werden Kanzashi fast nur noch von Bräuten benutzt oder wenn besonderen Wert auf Tradition gelegt werden soll, wie bei Maikos, Geishas, in der Japanischen Teezeremonie und im Ikebana, früher auch bei Tayū/Oiran und Yūjo. Unter jungen Frauen herrscht jedoch auch ein Trend zur Wiederbelebung der Kanzashi, die eine gewisse Eleganz ausstrahlen sollen.

## Arten
Es gibt verschiedene grundlegende Kanzashi-Stile sowie komplexe Blumen- und Jahreszeitenarrangements.
- Mimikaki kanzashi (耳かき簪) stammt von Ohrstäbchen (mimikaki) ab, d. h. ein Stäbchen, das an einem Ende hakenförmig gekrümmt ist, mit dem das Ohrenwachs herausgekratzt wurde. Als einfachste Form wurden sie auch von der allgemeinen Bevölkerung getragen.[2]
- Tama kanzashi (玉簪, „Kugel-Kanzashi“) sind Stäbchen mit einer Kugel aus Koralle oder Jade an einem Ende.[2]
- Hirauchi kanzashi (平打(ち)簪, „flach geschlagenes Kanzashi“) sind Stäbchen mit einer flachen und runden Dekoration.[2]
- Matsuba kanzashi (松葉簪) sind gegabelte Stäbchen, die zum Ende wieder zusammenlaufen und so die Form eines Kiefernzapfen (matsuba) nachbilden.[2][3]
- Birabira kanzashi (びらびら簪) oder Birakan (ビラカン) sind mit dem Schmuckkörper verbundene Metallstreifen, so dass sie sich unabhängig voneinander bewegen und klimpern (birabira). Häufig hat der Schmuckkörper eine Fächerform (扇型, Ōgi-gata).[2]
- Hana kanzashi (花簪, „Blumen-Kanzashi“) sind aus Seide nachgeahmte Blumen.[2] Für Details siehe Abschnitt Blumen-Kanzashi.

Unter Kanzashi im weiteren Sinne fallen auch, oft aber auch von diesen als separat betrachtet, folgendes:
- Kōgai (笄) sind Stäbe aus verschiedenen Materialien, wie Metall, Schildpatt oder Keramik, die ursprünglich eigentlich als Schwertschmuck verwendet wurden. Sie werden häufig in einem Satz mit Kushi verkauft.
- Kushi (櫛) sind abgerundete Kämme aus Schildpatt oder lackiertem Holz, in die häufig Perlmutt oder Blattgold eingearbeitet ist. Sie werden in den Dutt (mage) gesteckt. Der Kammrücken ist oft sehr lang, um genug Platz für das Design zu lassen. Hanagushi (Blumenkämme) sind Kämme, bei denen Seidenstücke an einen Holzkamm geleimt werden.

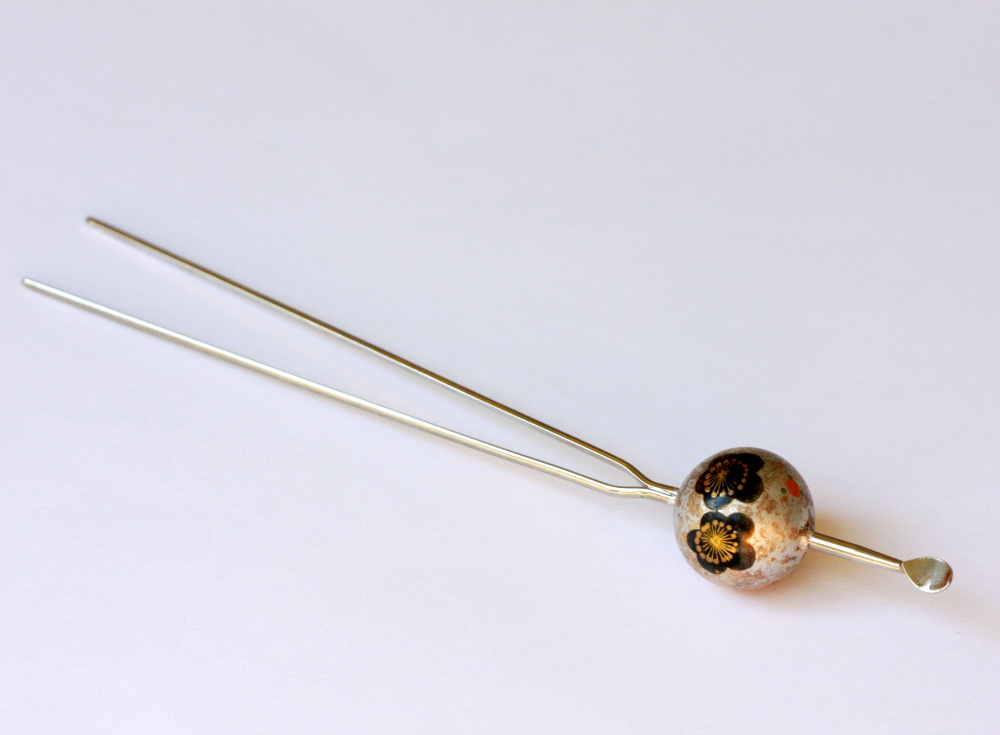
Tama kanzashi
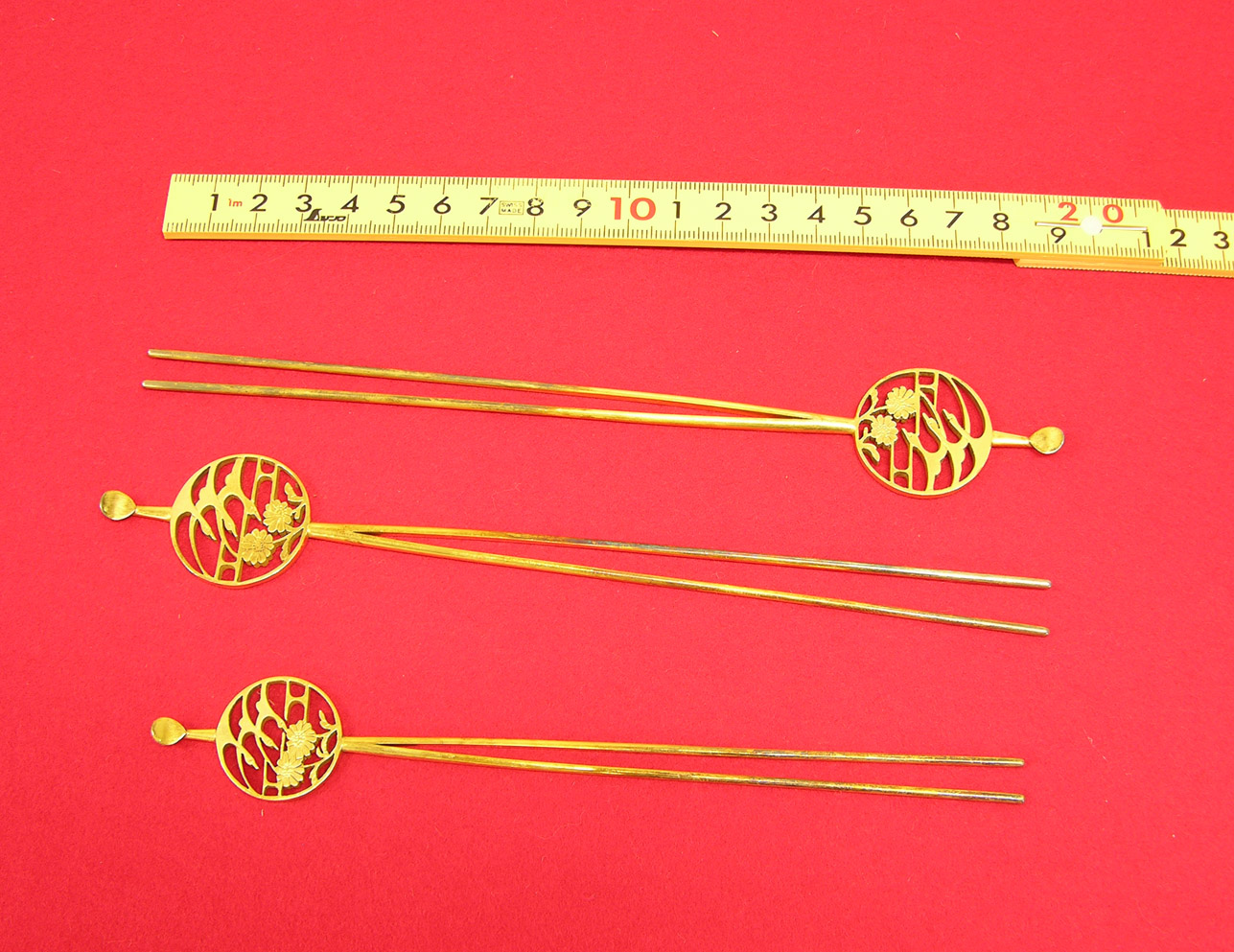
Goldene Hirauchi kanzashi
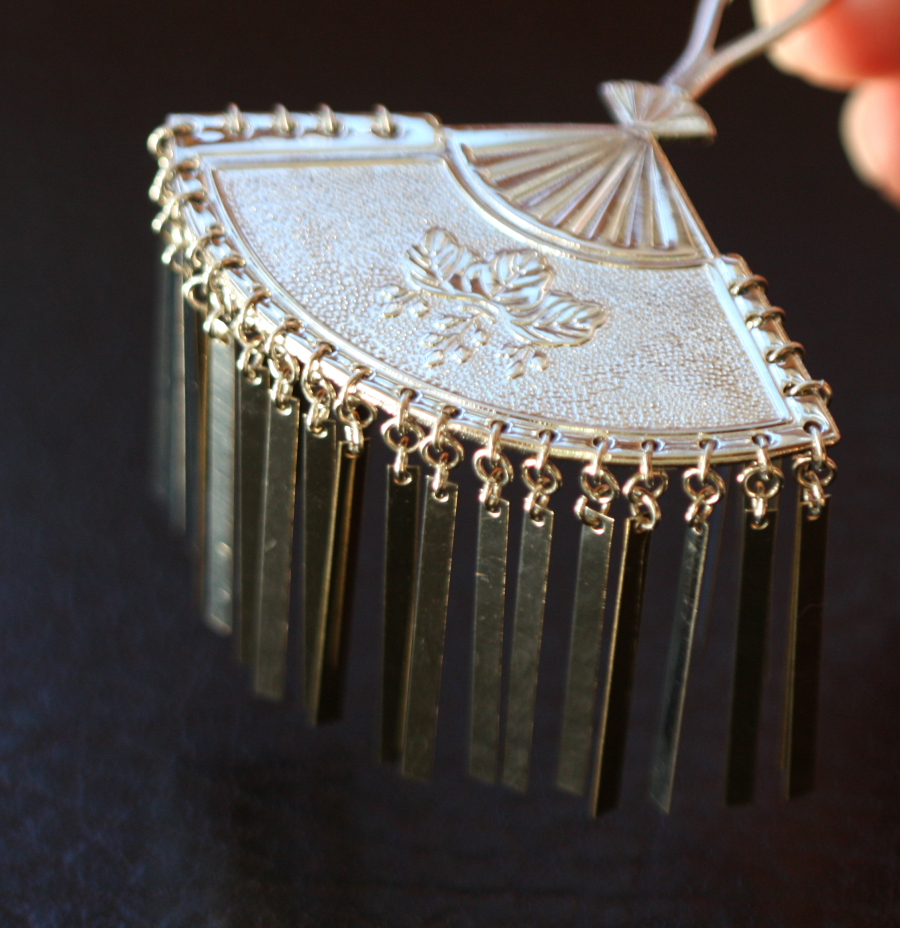
Birabira kanzashi in Ōgi-Form
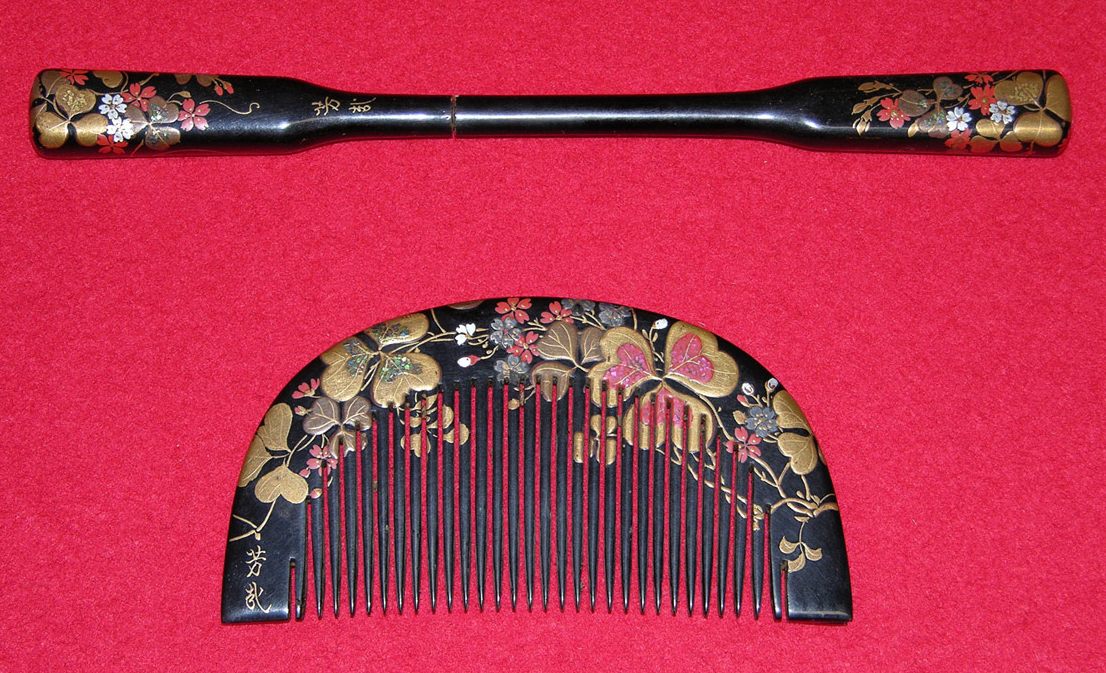
Kōgai und Kushi aus lackiertem Holz

### Blumen-Kanzashi
Blumen-Kanzashi sind die langen, flatternden Blumen der Maiko. Sie werden von Kunsthandwerkern aus Seidenquadraten mit einer als Tsumami bekannten Technik hergestellt. Jedes Quadrat wird mit Hilfe von Zangen mehrfach gefaltet und zu einer einzigen Blüte geschnitten. Danach werden sie entweder an eine Metallstütze befestigt, um ganze Blumen herzustellen, oder mit Seidenfäden zu einer Blütenkette verbunden. Häufig werden auch Schmetterlinge und Vögel hergestellt. Zusätzliche Details wie Staubblätter werden durch Mizuhiki (水引) gestaltet. Dabei wird ein starker, dünner Bindfaden aus Japanpapier benutzt, der dekorativ angemalt wird.
Geisha tragen abhängig vom Monat oder Feiertagen andere Blumen-Kanzashi. In den Sommermonaten Juni bis September werden weiße oder silberfarbene und während der Wintermonate Oktober bis Mai Schildpatt und Koralle verwendet.

### Jahreszeiten-Kanzashi
Die Jahreszeiten bestimmen, welche Kanzashi, vor allem Blumen-Kanzashi, getragen werden:

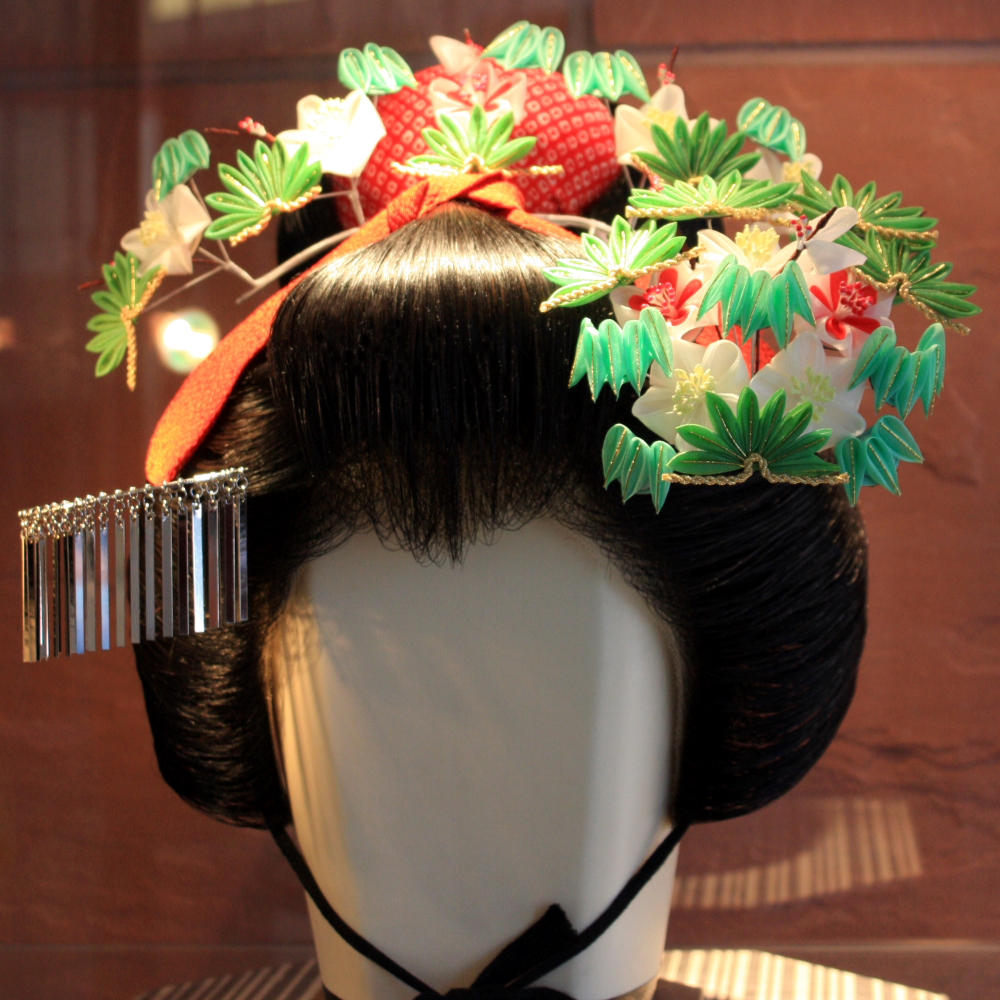
Januar-Kanzashi mit Shōchikubai, d. h. Kiefer-, Bambus- und Ume-Blüten

- Januar: Die Januar-Kanzashi unterscheiden sich von Jahr zu Jahr, besitzen aber für gewöhnlich ein Glück verheißendes Neujahrsthema. Beliebt ist Shōchikubai, eine Kombination aus Kiefer (matsu, sinojapanisch: shō), Bambus- (take, sinojapanisch: chiku) und Ume-Blüten (sinojapanisch: bai; grün, rot und weiß), die auch bei den Neujahrsfeierlichkeiten verwendet werden.
- Februar: Üblicherweise werden hängende rosa oder gelegentlich auch rote Ume-Blüten verwendet, die in dieser Jahreszeit überall in Japan zu sehen sind. Sie stehen für junge Liebe und den Frühlingsanbruch. Ein anderes, weniger genutztes Thema sind Windräder.
- März: Die Kanzashi sind hängende gelbe und weiße Rapsblüten (nanohana) und Schmetterlinge, aber auch Pfirsichblüten (momo), Narzissen (suisen) und Pfingstrosen (botan, Paeonia suffruticosa).
- April: Die Kanzashi sind hängende rosa Kirschblüten (sakura), gemischt mit Schmetterlingen und Bonbori-Laternen, die für den Sommeranbruch stehen. Das Betrachten der Kirschblüten (Hanami) zu dieser Zeit ist das kulturelle Ereignis Japans. Auch werden gewöhnlich einzelne silberne oder manchmal auch goldene Schmetterling-Kanzashi aus Mizuhiki-Fäden verwendet.
- Mai: Die Kanzashi sind hängende purpurne japanische Wisterien (fuji) und Schwertlilien (ayame, Iris sanguinea), für gewöhnlich eine blaue Varietät. Kleine silberne Schmetterlinge tauchen ebenfalls als Extra auf.

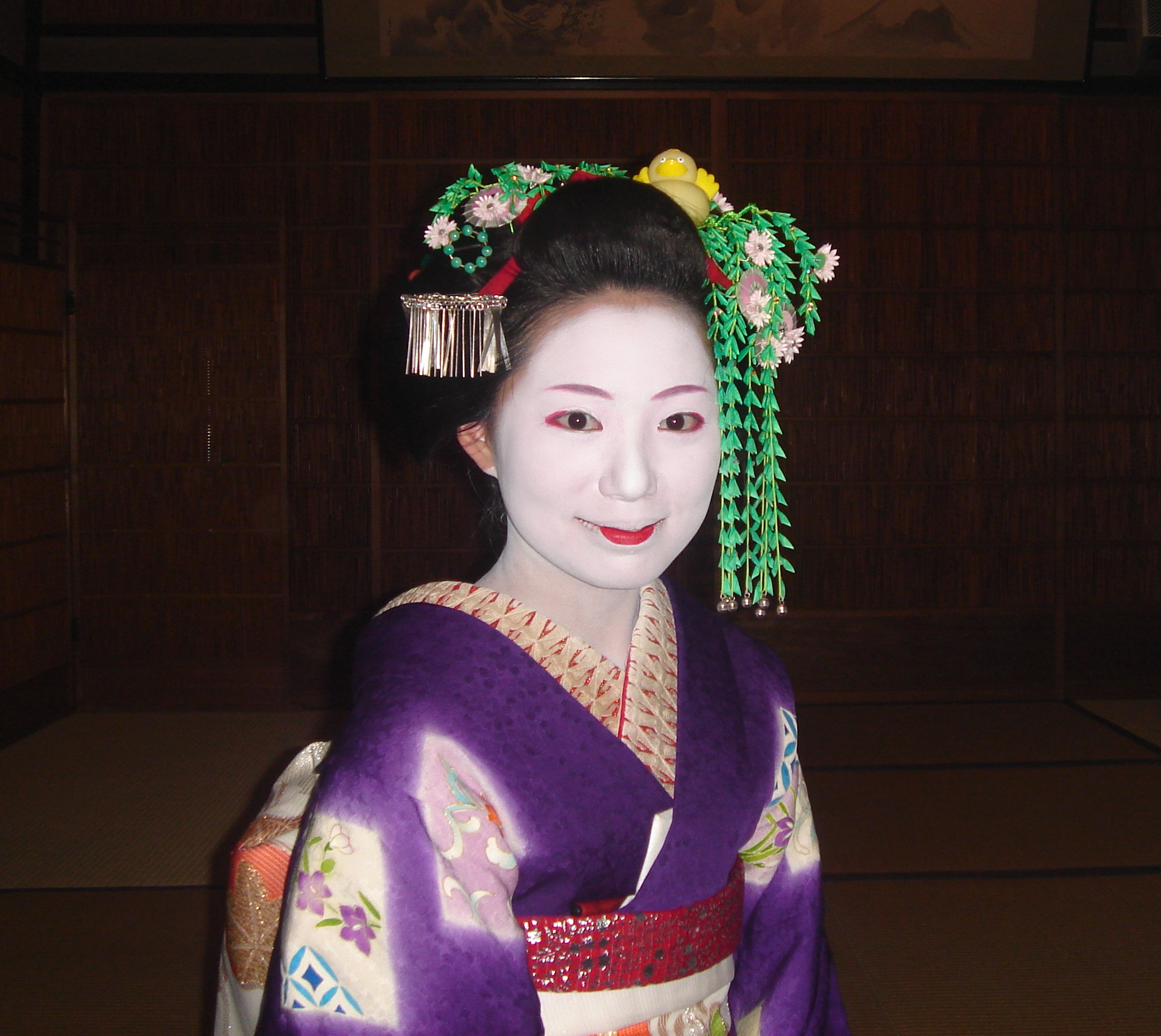
Maiko mit Juni-Kanzashi

- Maiko mit Juni-KanzashiJuni: Die Kanzashi sind hängende grüne Weidenblätter (yanagi) mit Prachtnelken (nadeshiko) oder (seltener) Gartenhortensien (ajisai). Die Weide steht traditionell für die Geisha. Da der Juni die Regenzeit Japans ist, werden die Weide als wasserliebender Baum und die Gartenhortensien wegen ihres wässrigen Blaus verwendet.
- Juli: Die Kanzashi sind Fächer. Üblicherweise werden die runden Uchiwa verwendet, gelegentlich aber auch faltbare Tanzfächer. Die Fächer beziehen sich auf das zu dieser Zeit stattfindende Gion-Matsuri. Während dieses Großereignisses im Geisha-Viertel Gion in Kyōto werden hunderte traditionelle Tänze von Geisha aufgeführt, bei denen Fächer ein essentieller Bestandteil sind. Die Fächer unterscheiden sich dem Fest entsprechend von Jahr zu Jahr. Themen sind Libellen und Linien, die wirbelndes Wasser darstellen. Des Weiteren werden Feuerwerk-Kanzashi und Tsuyushiba (Tautropfen auf dem Gras) verwendet.
- August: Die Kanzashi sind Prunkwinden (asagao, Ipomoea nil) oder Chinaschilf. Das Chinaschilf wird sternartig angeordnet. Ältere Maiko tragen Weißsilber und jüngere Maiko Pink oder Rot.
- September: Das Kanzashi ist die Ballonblume (kikyō), deren Violetttöne traditionell für den Herbst stehen. Oft wird sie mit anderen Herbstblumen wie dem Hagi-Strauch (hagi), Goldbaldrian (ominaeshi, Patrinia scabiosifolia), Chrysantheme (kiku), Wasserdost (fujibakama, Eupatorium fortunei), Kudzu (kuzu) oder Prachtnelken (nadeshiko) kombiniert.
- Oktober: Das Kanzashi ist die Chrysantheme (kiku). Sie ist nicht nur eine sehr beliebte Blume in Japan, sondern auch das Symbol des Kaiserhauses. Die verwendeten Chrysanthemen sind üblicherweise rot und weiß, da diese Kombination für den Hochherbst steht.

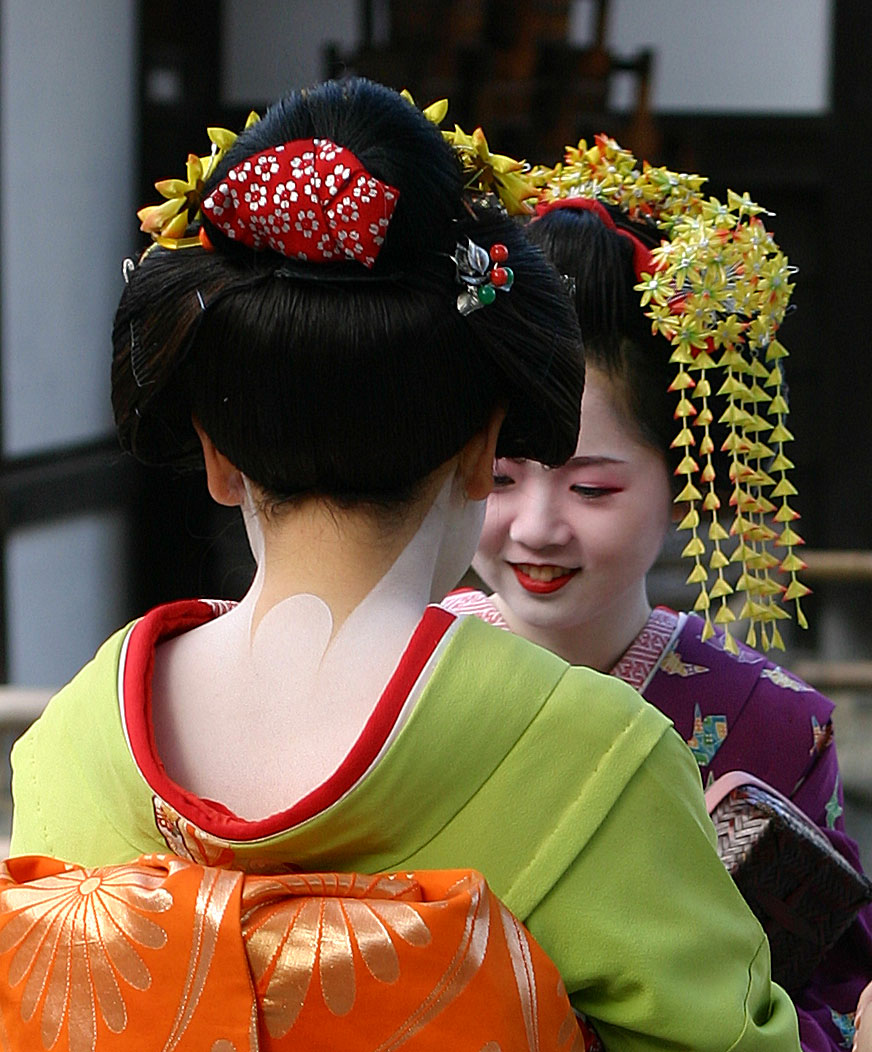
Zwei Maiko mit November-Kanzashi

- Zwei Maiko mit November-KanzashiNovember: Die Kanzashi sind hängende Herbstblätter: entweder ein normales gelbes Blatt oder ein rotes Ahornblatt. Das Betrachten des Ahorns ist das Herbstäquivalent der Kirschblütenschau. Des Weiteren werden auch Ginkgo- und Amberbaumblätter verwendet.
- Dezember: Zu dieser Jahreszeit werden häufig Mochi gemacht, die weiße Blumen darstellen sollen, und die Bäume damit dekoriert. Kanzashi mit Mochibana (Mochi-Blüten) sollen Glück bringen. Zum Kanzashi gehören auch zwei Maneki (winzige, leere Schilder). Die Maiko besuchen ein Kabuki-Theater (traditionell das Minamiza in Kyōto) und bitten zwei ihrer Lieblings-Kabukischauspieler, diese mit ihrem Kabuki-Künstlernamen zu beschreiben. Einige Dezember-Kanzashi enthalten auch Bambusblätter.
- Neujahr: Zu dieser Zeit tragen alle Maiko und Geisha hülsenlose Reisähren an der rechten Seite. Diese Kanzashi zeigen auch augenlose weiße Tauben. Die Maiko und Geisha malen ein Auge aus und bitten jemanden anderen, den sie mögen, für das andere Auge.[5]